# The Homesteads
The Homesteads es un lugar designado por el censo ubicado en el condado de Johnson en el estado estadounidense de Texas. En el Censo de 2020 tenía una población de 3890 habitantes y una densidad poblacional de 393,33 habitantes por km². Fue incluido como CDP en el censo de 2020.

## Geografía
The Homesteads se encuentra ubicado en las coordenadas 32°28′32″N 97°9′58″O / 32.47556, -97.16611. Según la Oficina del Censo de los Estados Unidos,  tiene una superficie total de 9,89 km², todos correspondientes a tierra firme.